# FK Soumy
Maillots
Le Profesiynyy Futbolny Klub Soumy (en ukrainien : Професійний футбольний клуб Суми), plus couramment abrégé en PFK Soumy, est un club ukrainien de football fondé en 2000 et basé dans la ville de Soumy. 

## Histoire
Le club est fondé en 2000 sous le nom de FK Javir Krasnopillia.
En 2008, le club déménage dans la ville de Soumy et change alors de nom pour FK Soumy puis pour PFK Soumy deux ans plus tard. Il disparait en avril 2019.
Il est refondé l'année suivante en 2020.

## Palmarès
| Compétitions nationales                                           |
| ----------------------------------------------------------------- |
| - Championnat d'Ukraine D3 (2) : - Champion : 1994-95 et 2011-12. |

## Entraîneurs du club
| - Volodymyr Bohach (2008 - 2009) - Valeriy Bermudes (2009 - 2010) - Ihor Zhabtchenko (2010 - 2011) - Ihor Zakhariak (2011 - 2013) - Andriy Kononenko (2013) - Andriy Kononenko (2013 - 2014) | - Serhiy Strachnenko (2014) - Yuriy Yarochenko (2014 - 2016) - Pavlo Kikot (2016 - 2017) - Vladimir Lioutyi (2017) - Anatoliy Bezsmertnyi (2017) - Illya Blyznyouk (2017) | - Bohdan Yesyp (2017 - 2018) - Serhiy Zolotnytskyi (2018) - Oleksandr Oliynyk (2019) - Oleh Loutkov (2019) |